# Lloyd Mumba
Lloyd Mumba (ur. 5 maja 1983 w Lusace  – zm. 27 lutego 2008) – zambijski piłkarz grający na pozycji obrońcy.

## Kariera klubowa
Swoją karierę piłkarską Mumba rozpoczął w klubie Lusaka Dynamos. W 2000 roku zadebiutował w nim w zambijskiej Premier League. Grał w nim przez rok.
W 2000 roku Mumba został zawodnikiem SSV Ulm 1846. W 2001 roku został z niego na sezon wypożyczony do FC Brussels. W sezonie 2002/2003 ponownie grał w SSV Ulm 1846.
W 2003 roku Mumba wrócił do Lusaki Dynamos. W latach 2003–2005 grał w Republice Południowej Afryki, w takich klubach jak: Manning Rangers i Golden Arrows. W 2005 roku ponownie grał w Lusace Dynamos.
W 2005 roku Mumba po raz drugi wyjechał do Europy i został piłkarzem węgierskiego Lombardu Pápa. 27 lutego 2008 zmarł na malarię.
| Sezon   | Klub            | Kraj              | Rozgrywki      | Mecze | Bramki |
| ------- | --------------- | ----------------- | -------------- | ----- | ------ |
| 2000    | Lusaka Dynamos  | Zambia            | Premier League | 31    | 2      |
| 2000/01 | SSV Ulm 1846    | Niemcy            | 2. Bundesliga  | 12    | 0      |
| 2001/02 | FC Brussels     | Belgia            | Eerste klasse  | 10    | 1      |
| 2002/03 | SSV Ulm 1846    | Niemcy            | Oberliga       | 16    | 1      |
| 2003    | Lusaka Dynamos  | Zambia            | Premier League | 30    | 0      |
| 2003/04 | Manning Rangers | Południowa Afryka | PSL            | 9     | 0      |
| 2004/05 | Golden Arrows   | Południowa Afryka | PSL            | 11    | 0      |
| 2005    | Lusaka Dynamos  | Zambia            | Premier League | ?     | ?      |
| 2005/06 | Lombard Pápa    | Węgry             | NB I           | 14    | 1      |
| 2006/07 | Lombard Pápa    | Węgry             | NB II          | 2     | 0      |
| 2007/08 | Lombard Pápa    | Węgry             | NB II          | 0     | 0      |

## Kariera reprezentacyjna
W reprezentacji Zambii Mumba zadebiutował w 2003 roku i grał w niej do 2006 roku. Rozegrał w niej 6 meczów.